# Kurt Riezler
Kurt Riezler, född 12 februari 1882 i München, död där 6 september 1955, var en tysk diplomat.
Riezler blev 1915 föredragande råd i tyska utrikesdepartementet, anlitades av rikskanslern Theobald von Bethmann Hollweg som utrikespolitisk medhjälpare, var en kort tid 1917 anställd vid tyska legationen i Stockholm, blev 1918 ambassadråd i Moskva, var 1919 tyska riksregeringens representant hos bayerska regeringen i Bamberg och förestod till 1920 rikspresidentens byrå.